# Ulita Knaus

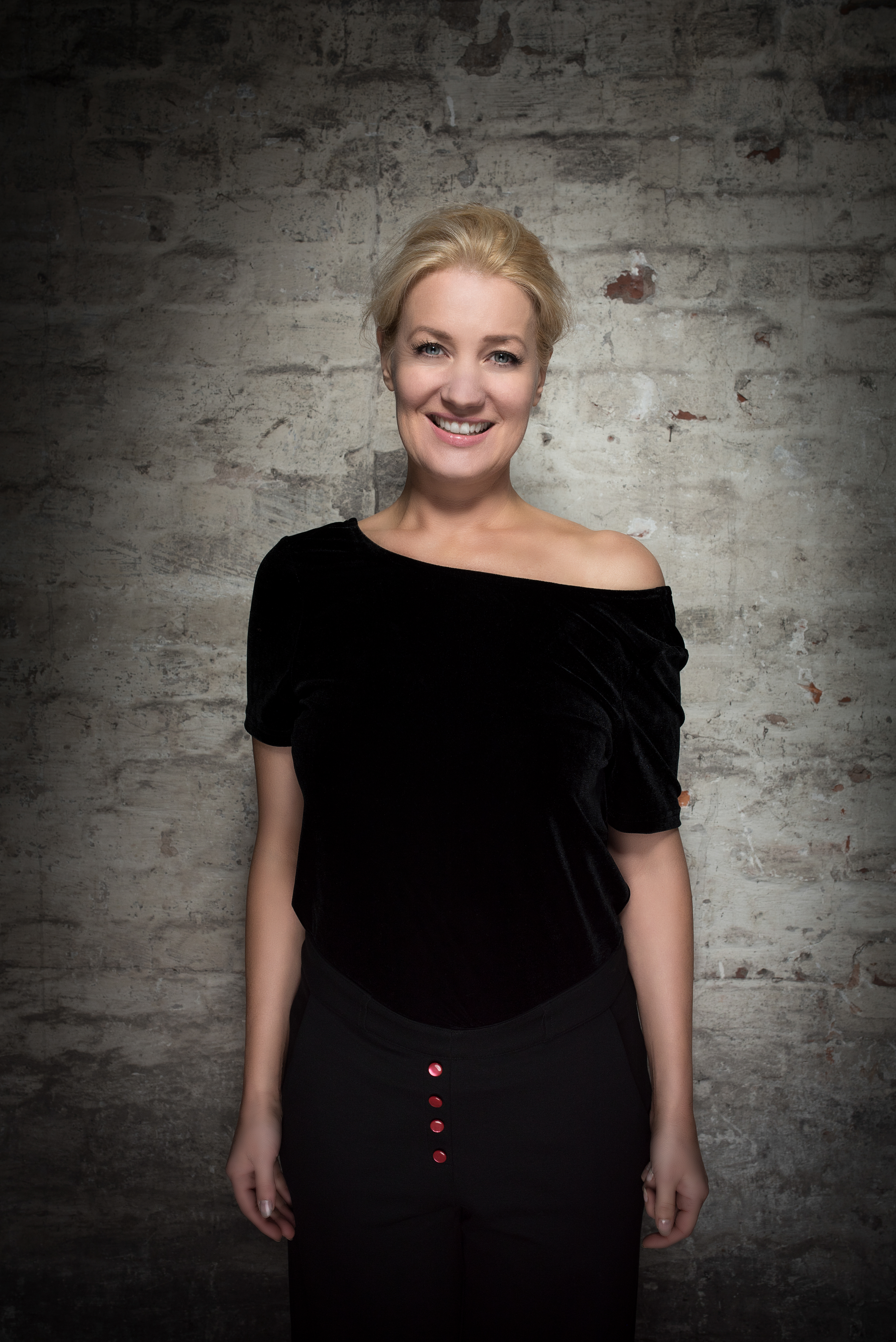
Ulita Knaus 2016

Ulita Knaus (* 8. Juli 1969 in Salzgitter) ist eine deutsche Sängerin, die zunächst vor allem im Bereich des Modern Jazz hervorgetreten ist.

## Leben und Wirken
Knaus wuchs als Tochter einer deutschen Einwandererfamilie in Salzgitter auf. Ihr Vater wurde in Bulgarien geboren, die Mutter lebte in Venezuela. Ihr Vater, selbst klassisch ausgebildeter Sänger, führte sie in die Welt der Oper ein. Bereits als Sechsjährige bekam sie Klavierunterricht und begann sehr bald, eigene Stücke auf dem Klavier zu komponieren.
1988 spielte sie erstmals mit dem Salsa- und Latin-Orchester Havana. Sie sang auf zwei Alben von Havana und tourte zwölf Jahre durch Deutschland. Von 1989 bis 1994 und 1995 bis 1996 studierte sie an der Amsterdamer Hochschule der Künste (Konservatorium Hilversum) Jazzgesang. Nach Abschluss des Studiums mit zwei Diplomen gründete sie in Hamburg eine Gesangsschule und spielte in diversen Bands und Orchestern. Weiterhin arbeitete sie als Dozentin an der Musikhochschule Hamburg sowie im Deutschen Schauspielhaus Hamburg und am Thalia Theater.
1998 gründete sie ihre eigene Band mit Mischa Schumann, Gerold Donker und Heinz Lichius. Nachfolgend brachte sie vier Jazz-Alben heraus. Sie arbeitete u. a. mit Gabriel Coburger, Jonas Schoen, Sandra Hempel, Stefano Di Battista, Herb Geller, dem JazzHaus Orchester, Orange Blue etc.
- Ab 2003 stand sie mit Udo Lindenberg und seiner Revue Atlantic affairs in ganz Deutschland sowie in Shanghai und Peking auf der Bühne.
- 2009 nahm sie an dem in der Schweiz aufgeführten Projekt Bobble mit und von Bobby McFerrin teil.
- 2010 folgte beim Label 105Music das Album Tambor, das von Frank Ramond produziert wurde. Es ist ihr erstes Album mit ausschließlich deutschsprachigen Texten.
- 2014 erschien ihr Album The Moon on My Doorstep bei dem Label Must have Jazz (Membran), auf dem sie bis auf einen Song (Peter Fox’ „Ich Steine Du Steine“) wieder englisch singt.

Seit 2014 tritt Ulita Knaus hauptsächlich im Trio mit Tino Derado (piano) und Tupac Mantilla (percussion) auf.

## Preise und Auszeichnungen
- 2009 erhielt Knaus den Hamburger Jazzpreis.
- 2015 ECHO JAZZ Nominierung für „The moon on my doorstep“
- 2018 ECHO JAZZ Nominierung für „Love in this time“

## Diskographische Hinweise
- Cuisa (2002), Schoener Hören Music
- So Lost Like Peace (2004), Minor Music
- Sea Journey (2005), Minor Music
- It’s The City (2007), Minor Music
- Tambor (2010), 105 Music
- The Moon on My Doorstep (2014), Must Have Jazz/Membran
- Love in this Time (2017), MustHaveJazz / Membran
- Old Love And New (2022), Knaus Records / Membran

## Lexikalische Einträge
- Jürgen Wölfer: Jazz in Deutschland. Das Lexikon. Alle Musiker und Plattenfirmen von 1920 bis heute. Hannibal, Höfen 2008, ISBN 978-3-85445-274-4.